# Lista das cidades organizadoras e locais do Festival Eurovisão da Canção
| Uma edição |  | Várias edições |

Cidades organizadoras e locais do Festival Eurovisão da Canção

Esta página é uma lista de cidades e locais onde se realizou o Festival Eurovisão da Canção uma ou mais vezes. Os locais futuros são apresentados em itálico.

## Galeria

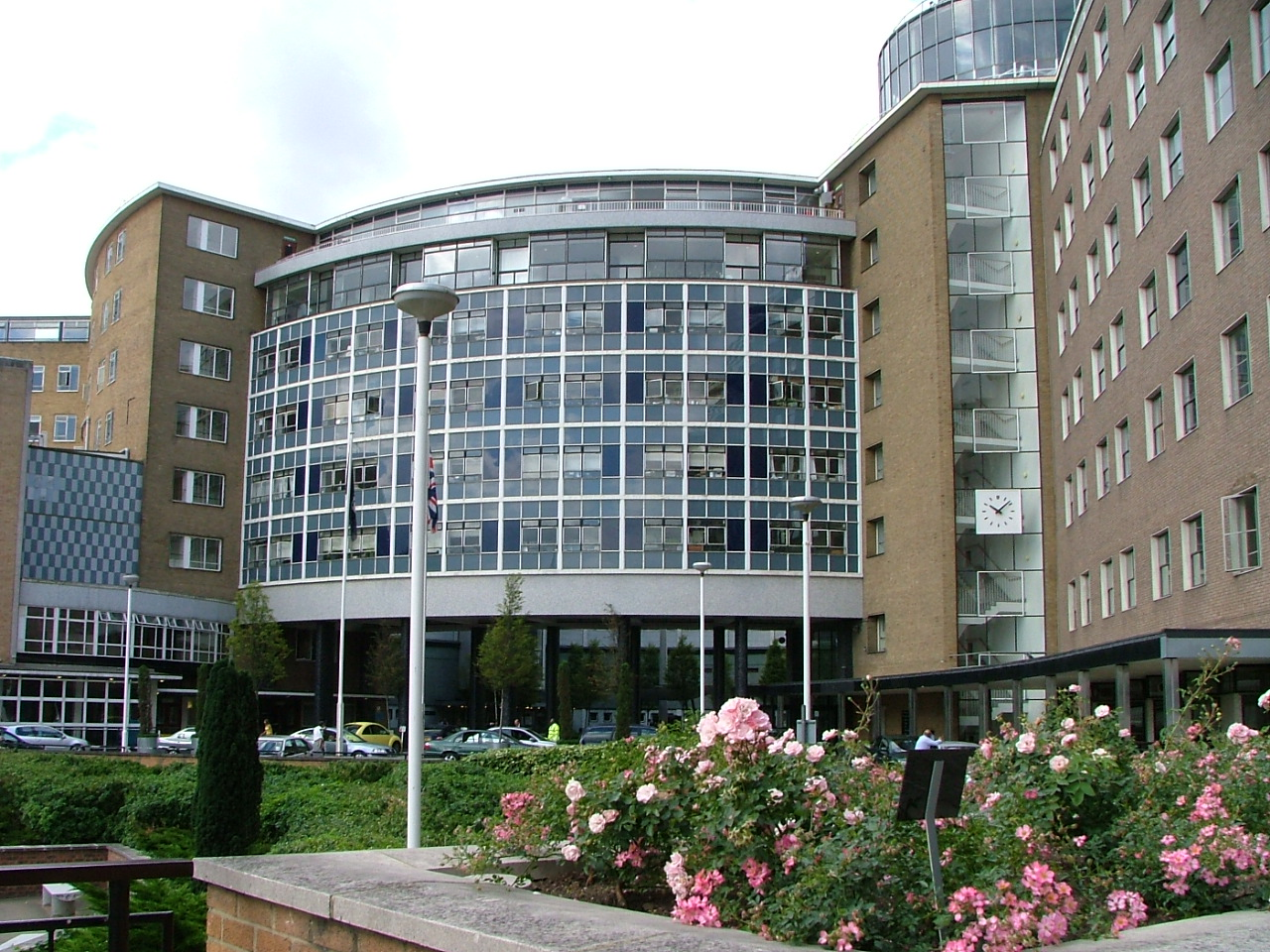
O BBC Television Centre, em Londres, foi o local do Festival de 1963.
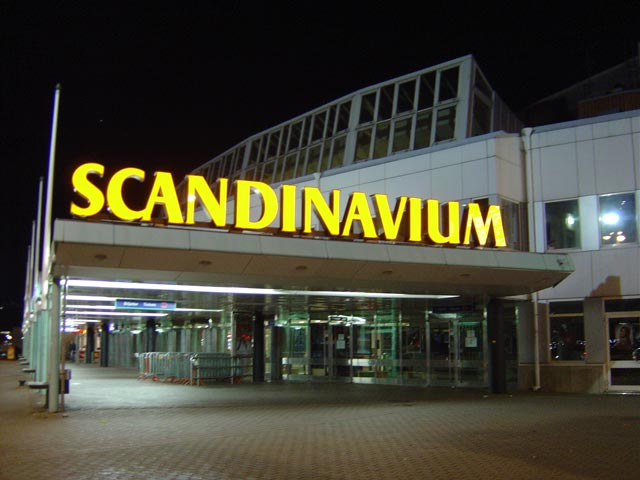
O Scandinavium, em Gotemburgo, local do Festival de 1985.
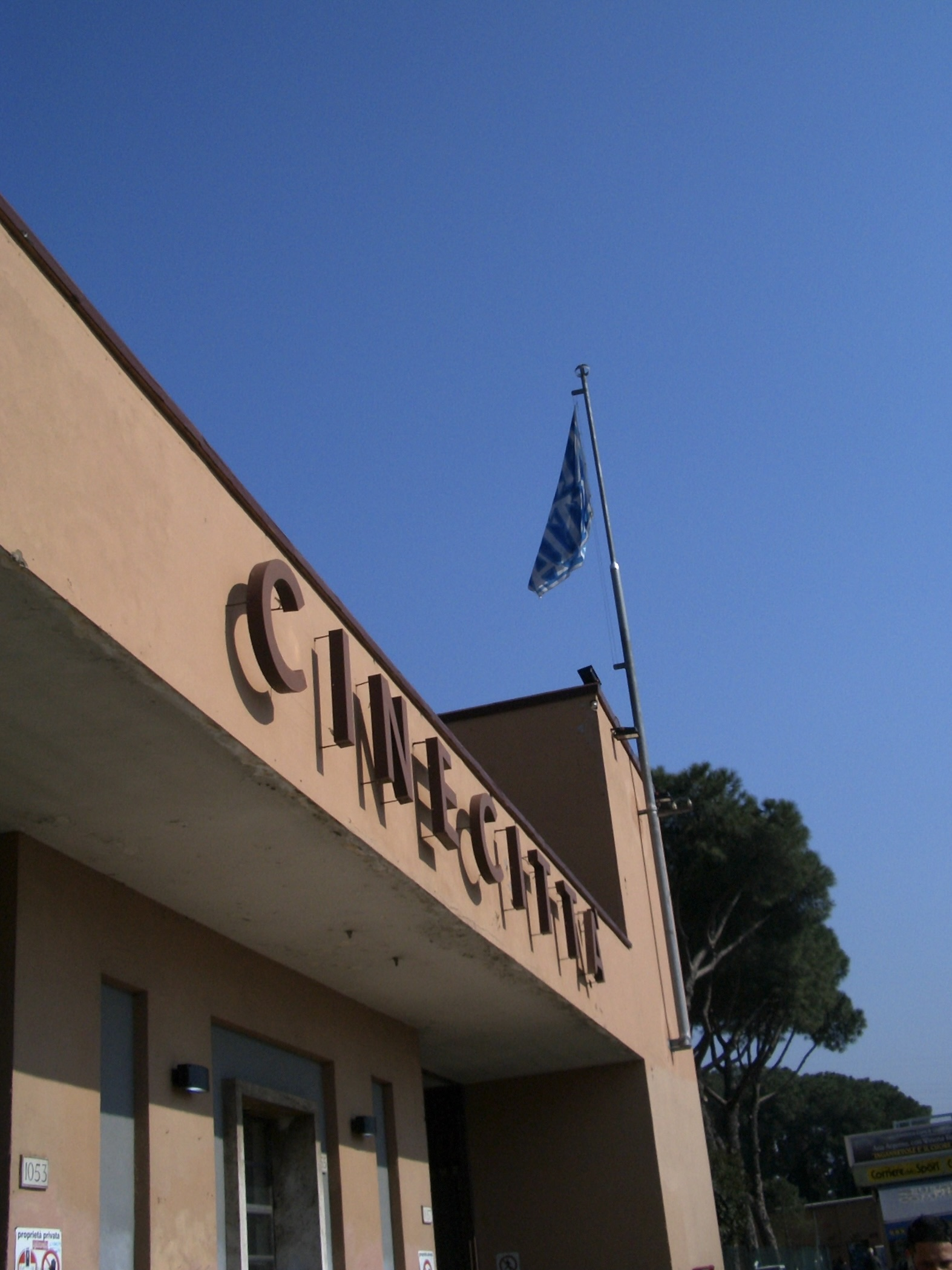
A Cinecittà, em Roma, local do Festival de 1991.
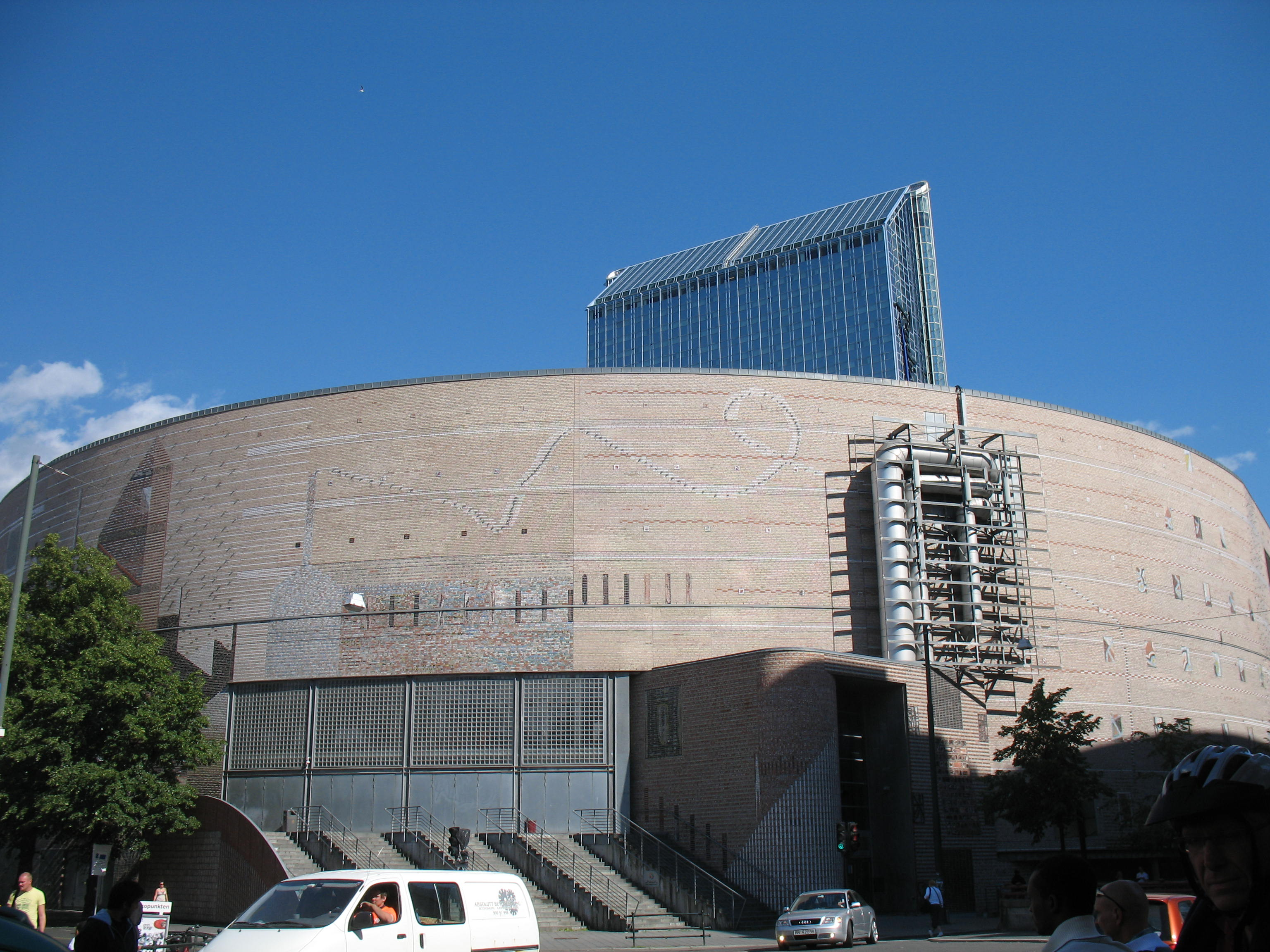
O Oslo Spektrum foi o local do Festival de 1996.
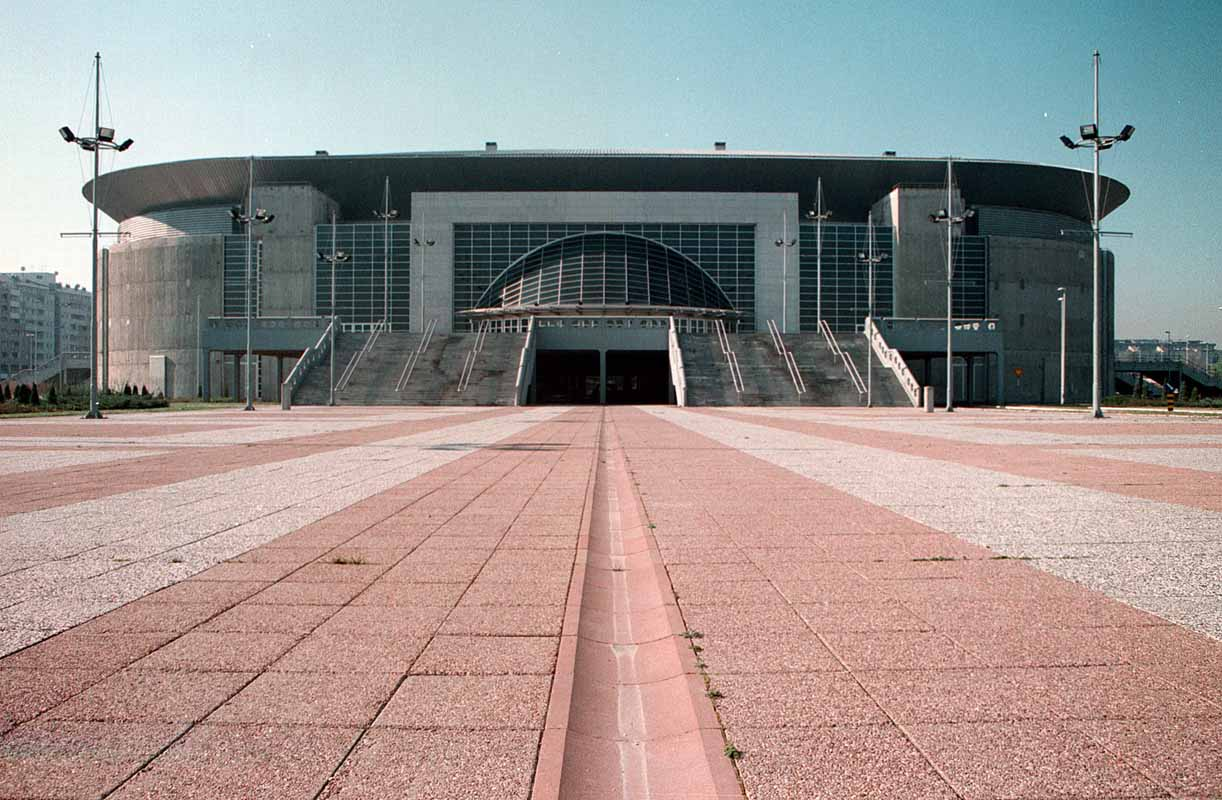
A Belgrade Arena, onde se realizou o Festival de 2008.
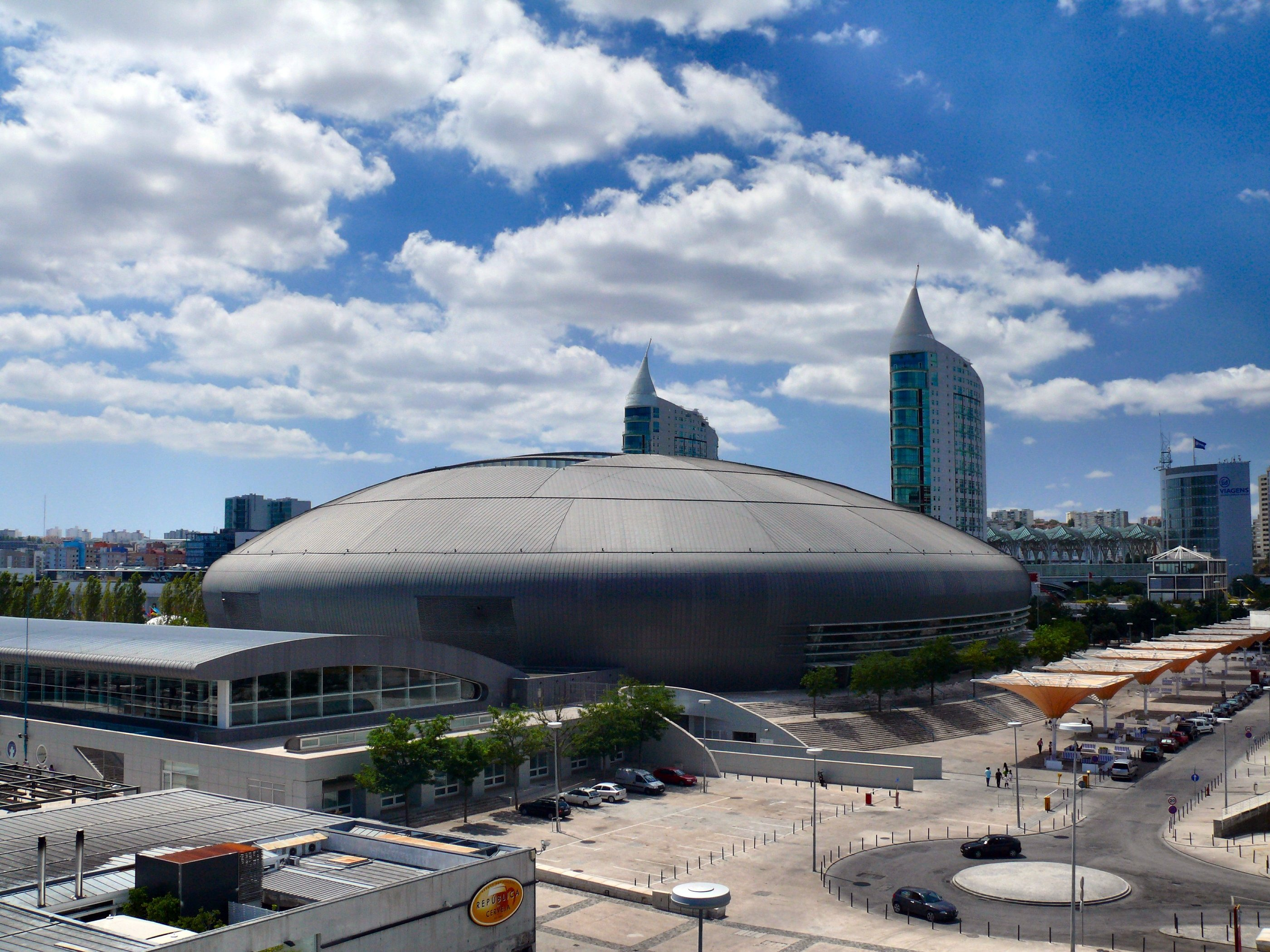
A Altice Arena, o local do Festival de 2018.

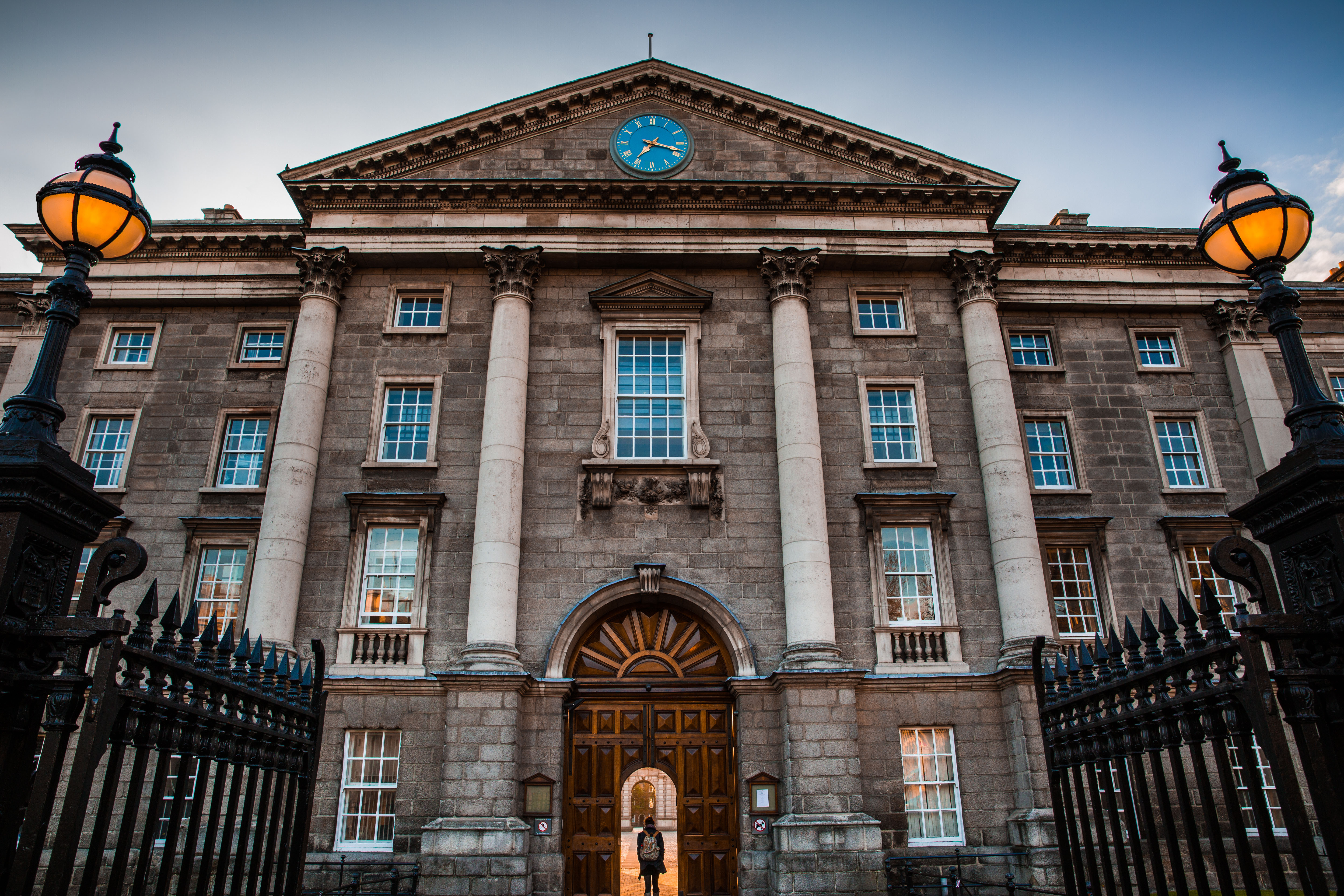
Dublin, a cidade que mais vezes recebeu a Eurovisão (6 vezes)

## Por país
| Nº | País          | Cidade            | Local                                     | Anos       | Refs.         |
| -- | ------------- | ----------------- | ----------------------------------------- | ---------- | ------------- |
| 9  | Reino Unido   | Londres           | Royal Festival Hall                       | 1960       | [ 1 ]         |
| 9  | Reino Unido   | Londres           | BBC Television Centre                     | 1963       | [ 2 ]         |
| 9  | Reino Unido   | Londres           | Royal Albert Hall                         | 1968       | [ 3 ]         |
| 9  | Reino Unido   | Londres           | Wembley Conference Centre                 | 1977       | [ 4 ]         |
| 9  | Reino Unido   | Edimburgo         | Usher Hall                                | 1972       | [ 5 ]         |
| 9  | Reino Unido   | Brighton          | Brighton Dome                             | 1974       | [ 6 ]         |
| 9  | Reino Unido   | Harrogate         | Harrogate International Centre            | 1982       | [ 7 ]         |
| 9  | Reino Unido   | Birmingham        | National Indoor Arena                     | 1998       | [ 8 ]         |
| 9  | Reino Unido   | Liverpool         | Liverpool Arena                           | 2023       | [ 9 ]         |
| 7  | Irlanda       | Dublin            | Gaiety Theatre                            | 1971       | [ 10 ]        |
| 7  | Irlanda       | Dublin            | RDS Simmonscourt Pavilion                 | 1981       | [ 11 ]        |
| 7  | Irlanda       | Dublin            | RDS Simmonscourt Pavilion                 | 1988       | [ 12 ]        |
| 7  | Irlanda       | Dublin            | Point Depot                               | 1994       | [ 13 ]        |
| 7  | Irlanda       | Dublin            | Point Depot                               | 1995       | [ 14 ]        |
| 7  | Irlanda       | Dublin            | Point Depot                               | 1997       | [ 15 ]        |
| 7  | Irlanda       | Millstreet        | Green Glens Arena                         | 1993       | [ 16 ]        |
| 7  | Suécia        | Estocolmo         | Stockholmsmässan                          | 1975       | [ 17 ]        |
| 7  | Suécia        | Estocolmo         | Stockholm Globe Arena                     | 2000       | [ 18 ]        |
| 7  | Suécia        | Estocolmo         | Stockholm Globe Arena                     | 2016       | [ 19 ]        |
| 7  | Suécia        | Gotemburgo        | Scandinavium                              | 1985       | [ 20 ]        |
| 7  | Suécia        | Malmö             | Malmö Isstadion                           | 1992       | [ 21 ]        |
| 7  | Suécia        | Malmö             | Malmö Arena                               | 2013       | [ 22 ]        |
| 7  | Suécia        | Malmö             | Malmö Arena                               | 2024       | [ 23 ]        |
| 5  | Países Baixos | Hilversum         | Estúdios da AVRO                          | 1958       | [ 24 ]        |
| 5  | Países Baixos | Amesterdão        | Centro de Exposições e Convenções RAI     | 1970       | [ 25 ]        |
| 5  | Países Baixos | Haia              | Nederlands Congresgebouw                  | 1976       | [ 26 ]        |
| 5  | Países Baixos | Haia              | Nederlands Congresgebouw                  | 1980       | [ 27 ]        |
| 5  | Países Baixos | Roterdão          | Rotterdam Ahoy                            | 2020, 2021 | [ 28 ] [ 29 ] |
| 4  | Luxemburgo    | Luxemburgo        | Villa Louvigny                            | 1962       | [ 30 ]        |
| 4  | Luxemburgo    | Luxemburgo        | Villa Louvigny                            | 1966       | [ 31 ]        |
| 4  | Luxemburgo    | Luxemburgo        | Grand Théâtre de Luxembourg               | 1973       | [ 32 ]        |
| 4  | Luxemburgo    | Luxemburgo        | Grand Théâtre de Luxembourg               | 1984       | [ 33 ]        |
| 3  | França        | Cannes            | Palais des Festivals                      | 1959       | [ 34 ]        |
| 3  | França        | Cannes            | Palais des Festivals                      | 1961       | [ 35 ]        |
| 3  | França        | Paris             | Palais des Congrès                        | 1978       | [ 36 ]        |
| 3  | Noruega       | Bergen            | Grieghallen                               | 1986       | [ 37 ]        |
| 3  | Noruega       | Oslo              | Oslo Spektrum                             | 1996       | [ 38 ]        |
| 3  | Noruega       | Oslo              | Telenor Arena                             | 2010       | [ 39 ]        |
| 3  | Alemanha      | Frankfurt-am-Main | Großer Sendesaal des hessischen Rundfunks | 1957       | [ 40 ]        |
| 3  | Alemanha      | Munique           | Rudi-Sedlmayer-Halle                      | 1983       | [ 41 ]        |
| 3  | Alemanha      | Düsseldorf        | Esprit Arena                              | 2011       | [ 42 ]        |
| 3  | Dinamarca     | Copenhaga         | Tivolis Koncertsal                        | 1964       | [ 43 ]        |
| 3  | Dinamarca     | Copenhaga         | Estádio Parken                            | 2001       | [ 44 ]        |
| 3  | Dinamarca     | Copenhaga         | B&W Hallerne                              | 2014       | [ 45 ]        |
| 3  | Israel        | Jerusalém         | International Convention Center           | 1979       | [ 46 ]        |
| 3  | Israel        | Jerusalém         | International Convention Center           | 1999       | [ 47 ]        |
| 3  | Israel        | Tel Aviv          | Expo Tel Aviv                             | 2019       | [ 48 ]        |
| 3  | Itália        | Nápoles           | Sala di Concerto della RAI                | 1965       | [ 49 ]        |
| 3  | Itália        | Roma              | Studio 15 di Cinecittà                    | 1991       | [ 50 ]        |
| 3  | Itália        | Turim             | Pala Alpitour                             | 2022       | [ 51 ]        |
| 2  | Suíça         | Lugano            | Teatro Kursaal                            | 1956       | [ 52 ]        |
| 2  | Suíça         | Lausanne          | Palais de Beaulieu                        | 1989       | [ 53 ]        |
| 2  | Áustria       | Viena             | Großer Festsaal der Wiener Hofburg        | 1967       | [ 54 ]        |
| 2  | Áustria       | Viena             | Wiener Stadthalle                         | 2015       | [ 55 ]        |
| 2  | Ucrânia       | Kiev              | Palácio dos Desportos                     | 2005       | [ 56 ]        |
| 2  | Ucrânia       | Kiev              | Centro Internacional de Exibições         | 2017       | [ 57 ]        |
| 1  | Espanha       | Madrid            | Teatro Real                               | 1969       | [ 58 ]        |
| 1  | Bélgica       | Bruxelas          | Palais du Centenaire                      | 1987       | [ 59 ]        |
| 1  | Iugoslávia    | Zagreb            | Koncertna dvorana Vatroslav Lisinski      | 1990       | [ 60 ]        |
| 1  | Estónia       | Tallinn           | Saku Suurhall Arena                       | 2002       | [ 61 ]        |
| 1  | Letónia       | Riga              | Skonto Hall                               | 2003       | [ 62 ]        |
| 1  | Turquia       | Istambul          | Abdi İpekçi Arena                         | 2004       | [ 63 ]        |
| 1  | Grécia        | Atenas            | Olympic Indoor Hall                       | 2006       | [ 64 ]        |
| 1  | Finlândia     | Helsínquia        | Hartwall Areena                           | 2007       | [ 65 ]        |
| 1  | Sérvia        | Belgrado          | Belgrade Arena                            | 2008       | [ 66 ]        |
| 1  | Rússia        | Moscovo           | Olimpiisky Indoor Arena                   | 2009       | [ 67 ]        |
| 1  | Azerbaijão    | Baku              | Baku Crystal Hall                         | 2012       | [ 68 ]        |
| 1  | Portugal      | Lisboa            | Altice Arena                              | 2018       | [ 69 ]        |

### Emissões especiais
| País          | Cidade    | Local                    | Evento                                                          | Ocasião                                                                                    | Refs.         |
| ------------- | --------- | ------------------------ | --------------------------------------------------------------- | ------------------------------------------------------------------------------------------ | ------------- |
| Noruega       | Mysen     | Momarken                 | Canções da Europa (1981)                                        | 25 anos do certame                                                                         | [ 70 ]        |
| Eslovénia     | Ljubljana | Estúdio 1 da RTV SLO     | Kvalifikacija za Millstreet (1993)                              | Ronda de qualificação entre países estreantes                                              | [ 71 ]        |
| Dinamarca     | Copenhaga | Forum Copenhagen         | Congratulations: 50 Anos do Festival Eurovisão da Canção (2005) | 50 anos do certame                                                                         | [ 72 ]        |
| Reino Unido   | Londres   | Hammersmith Apollo       | Concerto dos 60 Anos do Festival Eurovisão da Canção (2015)     | 60 anos do certame                                                                         | [ 73 ] [ 74 ] |
| Países Baixos | Hilversum | Estúdio 21 da Media Park | Eurovisão: Europe Shine A Light (2020)                          | Substituição do Festival Eurovisão da Canção 2020, cancelado devido à pandemia do Covid-19 | [ 75 ] [ 76 ] |

## Processos de eleição das cidades-sede
| Anos | Cidades candidatas | Cidades candidatas | Cidades candidatas | Cidades candidatas                                         | Cidades candidatas                                         | Escolha                | Refs.                           |
| Anos | Escolhida          | Finalistas         | Pré-selecionadas | Rejeitadas                                                 | Desistências                                               | Escolha                | Refs.                           |
| ---- | ------------------ | ------------------ | --- | ---------------------------------------------------------- | ---------------------------------------------------------- | ---------------------- | ------------------------------- |
| 1998 | Birmingham         |                    | Aberdeen Belfast Bournemouth Brighton Birmingham Cardiff Edimburgo Glasgow Harrogate Inverness Liverpool Londres Manchester Newcastle Sheffield |                                                            |                                                            | 8 de agosto de 1997    | [ 77 ] [ 78 ]                   |
| 1999 | Jerusalém          |                    | |                                                            |                                                            |                        |                                 |
| 2000 | Estocolmo          |                    | Gotemburgo Malmö |                                                            |                                                            | 5 de julho de 1999     | [ 79 ]                          |
| 2001 | Copenhaga          |                    | Aarhus Odense |                                                            |                                                            |                        |                                 |
| 2002 | Tallin             |                    | |                                                            |                                                            | 19 de junho de 2001    | [ 80 ]                          |
| 2003 | Riga               |                    | Ventspils Jūrmala |                                                            |                                                            | 15 de junho de 2002    | [ 81 ] [ 82 ]                   |
| 2004 | Istambul           |                    | |                                                            |                                                            |                        |                                 |
| 2005 | Kiev               |                    | |                                                            |                                                            | 6 de setembro de 2004  | [ 83 ]                          |
| 2006 | Atenas             |                    | Tessalónica Patras |                                                            |                                                            | 30 de junho de 2005    | [ 84 ]                          |
| 2007 | Helsínquia         |                    | Espoo Tampere Turku Kittilä Lahti Rovaniemi |                                                            |                                                            | 21 de junho de 2006    | [ 85 ]                          |
| 2008 | Belgrado           |                    | |                                                            |                                                            | 13 de maio de 2007     | [ 86 ]                          |
| 2009 | Moscovo            |                    | |                                                            |                                                            | 13 de setembro de 2008 | [ 87 ]                          |
| 2010 | Oslo               |                    | |                                                            |                                                            | 27 de maio de 2009     | [ 88 ]                          |
| 2011 | Düsseldorf         |                    | Berlim Hamburgo Hanôver | Gelsenkirchen Colónia Frankfurt am Main Munique            |                                                            | 12 de outubro de 2010  | [ 89 ] [ 90 ] [ 91 ]            |
| 2012 | Baku               |                    | |                                                            |                                                            | 25 de janeiro de 2012  | [ 92 ]                          |
| 2013 | Malmö              |                    | Gotemburgo Estocolmo |                                                            |                                                            | 8 de julho de 2012     | [ 93 ] [ 94 ]                   |
| 2014 | Copenhaga          |                    | Aalborg Fredericia Herning Horsens |                                                            |                                                            | 2 de setembro de 2013  | [ 95 ]                          |
| 2015 | Viena              |                    | Graz Innsbruck | Klagenfurt Oberwart Wels                                   |                                                            | 6 de agosto de 2014    | [ 96 ] [ 97 ]                   |
| 2016 | Estocolmo          |                    | | Malmö Gotemburgo Linköping Örnsköldsvik Sandviken e Gävle  |                                                            | 8 de julho de 2015     | [ 98 ]                          |
| 2017 | Kiev               |                    | Dnipro Odessa | Kharkiv Kherson Lviv                                       |                                                            | 9 de setembro de 2016  | [ 99 ] [ 100 ] [ 101 ]          |
| 2018 | Lisboa             |                    | | Braga Gondomar Guimarães Santa Maria da Feira              |                                                            | 25 de julho de 2017    | [ 102 ]                         |
| 2019 | Tel Aviv           |                    | Jerusalém | Eilat Haifa                                                |                                                            | 13 de setembro de 2018 | [ 103 ] [ 104 ]                 |
| 2020 | Roterdão           |                    | Maastricht | Arnhem 's-Hertogenbosch Utrecht                            | Amesterdão Breda Haia Leeuwarden                           | 30 de agosto de 2019   | [ 105 ] [ 106 ] [ 107 ] [ 108 ] |
| 2021 | Roterdão           |                    | |                                                            |                                                            | 16 de maio de 2020     | [ 109 ]                         |
| 2022 | Turim              |                    | Bolonha Milão Pesaro Rimini | Acireale Alessandria Génova Palazzolo Acreide Roma Sanremo | Bertinoro Florença Jesolo Matera Trieste Viterbo           | 8 de outubro de 2021   | [ 110 ] [ 111 ] [ 112 ]         |
| 2023 | Liverpool          | Glasgow            | Birmingham Leeds Manchester Newcastle Sheffield                                                                                                 | Aberdeen Belfast Bristol Darlington Edimburgo Londres      | Brighton Cardiff Derry Nottingham Sunderland Wolverhampton | 7 de outubro de 2022   | [ 113 ] [ 114 ] [ 115 ] [ 116 ] |
| 2024 | Malmö              | Estocolmo          | Gotemburgo Örnsköldsvik | Eskilstuna Partille                                        | Jönköping Sandviken                                        | 7 de julho de 2023     | [ 117 ] [ 118 ] [ 119 ]         |